# Chlamydoselachus gracilis
Chlamydoselachus gracilis è una specie estinta di squalo dal collare che visse durante il Cretaceo (tardo Campaniano-Maastrichtiano). Alcuni denti fossili sono stati ritrovati in Angola.
I denti di C. gracilis sono caratterizzati da cuspidi, anche intermedie, sottili, con faccia labiale convessa, priva di qualsiasi ornamento, mentre la faccia linguale è molto convessa, con pieghe fini e tenui limitate alla base. Le estremità taglienti sono leggermente sporgenti.